# Coleophora fuscolineata
Coleophora fuscolineata is een vlinder uit de familie kokermotten (Coleophoridae). De wetenschappelijke naam is voor het eerst geldig gepubliceerd in 1898 door Walsingham.
De soort komt voor in Europa.